# Юнусов, Гази Алим
Гази Алим Юнусов (узб. Gʻozi Olim Yunusov; 1893, Ташкент, Туркестанское генерал-губернаторство, Российская империя — 4 октября 1938, Ташкент, Узбекская ССР) — узбекский учёный-лингвист, фольклорист, педагог. 
Заложил основы исследования узбекского народного фольклора, основоположник изучения диалектов узбекского языка.

## Биография
Гази Алим Юнусов родился в 1893 году в Ташкенте в семье рабочего. Дед Абу-бакр Ахмад оглы и дядя Бахти Гани Илкин были известными фольклористами, писателямии и этнографами, владели арабским, персидским и немецким языками. Начальное образование Гази Алим получил в медресе первой ступени. С 1912 по 1914 годы учился в Турецком университете, медресе «Аль-Азхар» в Каире. В июле 1918 года основал организацию узб. Turk oʻchogʻi с целью воспитания молодежи Туркестана в патриотическом и светском духе. С 1920 по 1922 годы работал в отделе языка и терминологии Ученого совета при Наркомпросе. Занимал должности учёного секретаря Комитета языка и терминологии того же наркомата. В 1923 году был назначен на должность председателя Первого торгового общества, после ликвидации которого в ноябре 1924 года перешёл на работу в Наркомат юстиции, став главой отдела правовых вопросов. 
С 1925 по 1930 годы — профессор кафедры узбекского языка Самаркандской педагогической академии (сейчас Самаркандский государственный университет), преподавал в ВУЗе четыре языка: персидский, арабский, узбекский и русский. С 1929 по 1930 годы — научный сотрудник и учёный секретарь в Институте востоковедения в Ленинграде. С 1934 по 1937 годы — научный сотрудник Института языка и литературы. 
Гази Алим Юнусов был женат, супруга — Валентина Ивановна Юнусова, имел четырёх детей, рождённых в период между 1925 и 1930 годами, дети: Эрк, Мира, Оскар и Камила.

### Арест и смерть
3 июля 1937 года Юнусов был арестован. Ему было предъявлено обвинение в создании националистической организации с целью  отторжения среднеазиатских республик от Советского Союза и создания национального буржуазного государства на их территории; привлечение её членов к подрывной деятельности и установлению контактов с зарубежными странами; контрреволюционная пропаганда. Учёному вменялись в вину его обучение в Турции и участие в годы молодости в просветительских организациях джадидов. По делу об антиреволюционной пантюркистской организации в Узбекистане вместе с Юнусовым проходили видные узбекские учёные и просветители Фитрат, Бату, Чулпан, Хашим и многие другие. К подследственным применялись жестокие пытки, под воздействием которых они оговаривали друг друга, предоставляя следователям дополнительные «доказательства» своей вины.
Известно «свидетельство» Чулпана против Юнусова, подписанное им 10 августа 1937 года. В конце концов 5 октября 1937 года Юнусов подписал «признание» следователю Тригулову:
Я, профессор-лингвист, действительно переводил на узбекский язык книги в духе национализма как в идейно-культурном фронте, так и в области языкового строительства... Как один из лидеров контрреволюционной националистической организации, я сотрудничал с Республиканским комитетом науки, комитетом по терминам и другими научными организациями, руководил (вместе с Фитратом и Хашимом) контрреволюционной работой группы...
4 октября 1938 года выездной Военной коллегией Верховного суда СССР (под председательством Алексеева, члены коллегии: Зайцев, Болдыров, Бутнер и помощник прокурора Шульц) профессор Гази Алим Юнусов был приговорён к высшей мере наказания — расстрелу, в тот же день приговор был приведён в исполнение на расстрельном полигоне Алвасти куприк в Ташкенте.
В 1957 году Юнусов был полностью реабилитирован, Военной коллегией Верховного суда СССР приговор от 1938 года был отменён за отсутствием состава преступления.

## Научная работа
Во время поездок по Самаркандской, Ташкентской, Сырдарьинской (Мирзачульской) областям Юнусов собирал народные песни, загадки, пословицы. Записал народные сказки «Хитрый плешивец», «Находчивый плешивец», «Ловкий плешивец», «Лиса и перепелка», «Лиса и таджик», «Кто вор?», «Неуместное желание», «Обманщик кази», «Побеждённый падишах». Один из первых исследователей узбекского народного эпоса «Алпамыш», записал первые две части — 50 страниц текста. 
Автор научных трудов «Словарь юридических терминов» (1926), «Узбекские роды и их языки» (1930), «Грамматика узбекского языка» (1936), «Опыт классификации узбекских диалектов» (1936). 
В 1920—1930-х годах под тахаллусом Гози Юнус писал актуальные статьи по вопросам печати, языкознания, литературы и фольклористики. В 1927 году Юнусов опубликовал в самаркандской газете «Просвещение и учитель» проект перехода тюркских языков народов Средней Азии с арабского алфавита на латинскую графику с приложенным к нему вариантом единого для всех алфавита. 